# Ependes (Vaud)
Ependes is een gemeente en plaats in het Zwitserse kanton Vaud, en maakt deel uit van het district Jura-Nord vaudois.
Ependes VD telt 311 inwoners.